# Cannonsville Reservoir
Cannonsville Reservoir – zbiornik retencyjny w stanie Nowy Jork, w hrabstwie Delaware, należący do sieci wodociągowej miasta Nowy Jork, utworzony na rzece West Branch Delaware River, oddany do użytku w 1964 roku Zbiornik jest najnowszy z wszystkich zbiorników nowojorskiej sieci wodociągowej.
Powierzchnia zbiornika wynosi 4703 akry (19,03 km2). Średnia głębokość to 18,6 m; maksymalna głębia zaś wynosi 36,8 m. Zbiornik mieści 95 700 000 galonów amerykańskich (362 000 m3).
Od zbiornika poprowadzony został West Delaware Tunnel. Biegnie on do Pepacton Reservoir. Akwedukt przechodzi m.in. pod rzeką East Branch Delaware River.
Ponadto, rzeki uchodzące do zbiornika to: Maxwell Brook, Dryden Brook, Loomis Creek, Johnny Brook, Dry Brook, Sherruck Brook, oraz Trout Creek